# Adenina
Adenina, 6-aminopuryna – organiczny związek chemiczny z grupy puryn, jedna z pięciu zasad azotowych, wchodzących w skład podstawowych nukleotydów kwasów nukleinowych (DNA i RNA). W dwuniciowych kwasach nukleinowych adenina tworzy parę komplementarną z tyminą lub uracylem za pomocą dwóch wiązań wodorowych.
Adenina połączona z rybozą wiązaniem N-glikozydowym tworzy nukleozyd adenozynę, która fosforylowana jest w pozycji 5' do nukleotydów: adenozynomonofosforanu (AMP), adenozynodifosforanu (ADP) i adenozynotrifosforanu (ATP). Znany jest także 3′,5′-cykliczny adenozynomonofosforan (cAMP). Połączenie adeniny z deoksyrybozą to deoksyadenozyna. Do innych związków adeniny pełniących istotne funkcje biologiczne należą S-adenozylometionina (SAM) oraz dinukleotydy: nikotynoamidoadeninowy (NAD) i flawinoadeninowy (FAD).
Nazwa związku pochodzi od greckiego słowa ἀδήν aden oznaczającego „gruczoł” i została nadana w 1885 roku przez Albrechta Kossela, który wyizolował adeninę z trzustki. Dawniej była również nazywa witaminą B4, jednak nie jest obecnie uznawana za witaminę.